# 仮面ライダーBLACK MADソルジャー計画
『仮面ライダーBLACK MADソルジャー計画』（かめんライダーブラックマッドソルジャーけいかく）は、1988年1月10日に小学館コンパクト・TVアニメブックスから出版された小説。原作は石ノ森章太郎、著者は西村光二作。 挿絵は新貝鉄也。

## 概要
特撮テレビドラマ作品『仮面ライダーBLACK』を原作とする。小学校高学年から中学生を対象年齢としており、文章も比較的短く平易に書き対象の学年で教えられていない漢字を平仮名に置き換え混ぜ書きするといった工夫がされているが、文面にルビなどは添えられておらず、フォントサイズも一般向けの文庫本とほぼ同じである。内容は原作の世界観を踏まえつつも恋愛要素に重点が置かれ、官能的あるいは猟奇的な文章、イラスト描写が見受けられる。

## ストーリー
紀田克己の友人の結婚披露パーティーに来ていた南光太郎は生物遺伝学の権威・原教授の娘原亜矢子と出会う。光太郎は亜矢子に一目惚れするが、彼女はゴルゴムによって改造されたサイボーグ「MADソルジャー」だった。魚群の襲撃、謎の怪人の出現などいくつかの事件から彼女がサイボーグであることを知る光太郎。それでも光太郎は亜矢子を守ろうとするが、亜矢子はゴルゴムに捕えられ再改造されてしまう。そして変身タイムリミットが訪れサイボーグとして埋め込まれた使命が覚醒した亜矢子は魚群と合体し、MADソルジャーの姿となる。光太郎はやむなく変身し、MADソルジャーを倒すのだった。

## 登場人物
南光太郎
主人公。19歳。仮面ライダーBLACKに変身する改造人間。
原亜矢子
本作のヒロインにして敵。22歳。生物遺伝学の権威原教授の娘。光太郎に恋心を抱く。16年前6歳の時に交通事故に遭って瀕死の重傷を負い、ゴルゴムによって半機械式のサイボーグに改造され助けられる（作中では「不運な女性」と評された）。その際16年後にゴルゴムに引き渡すことを命を助ける条件とされ、本作中でゴルゴムに捕えられ攻撃反復システムMADとX線レーザー砲を埋め込まれMADソルジャーへの最終的な改造を受ける。それ以前にもゴルゴムの手によって父である原教授の開発した遺伝子を組み込まれ、不定期に魚の怪人に変身する体にされていた。機械部分には自殺防止用のプログラムが組み込まれていると思しき描写がある。
原研三郎教授
生物遺伝学の権威。亜矢子の父。高潔な倫理観と深い愛情の持ち主だが、それゆえにゴルゴムに付け込まれ亜矢子の蘇生改造を受け入れてしまう。最後は亜矢子の願いを入れて心中を図るが三神官に阻止され、亜矢子を攻撃するなと言い残して死亡する。
テリー博士
ゴルゴムのメンバー。MADソルジャーの最強兵器であるX線レーザー砲を開発した。ゴルゴムに対する要求が高まりすぎたため、背景で抹殺される。